# 蛛尾拟角蝰
蛛尾拟角蝰（学名：Pseudocerastes urarachnoides）是Bostanchi等人于2006年在伊朗西部发现的蝰蛇新种。学名urarachnoides源于其形似蜘蛛或避日蛛的尾部（οὐρά 尾 + ἀράχνη 蛛 + οειδής 似）。

## 形态特征
现存成年蛛尾拟角蝰标本雌性53.1厘米，雄性84厘米。舌前半部比后半部白且窄。鳞片多皱粗糙，最后一对尾下鳞及一片背鳞扩大呈球茎状（在模式标本中长10.4毫米），侧鳞延长形似节肢动物的步足。因其粗糙的蛇皮及尾部的附属结构，此蛇在当地被称为Mar-e-pardar（羽毛蛇）或Mar-e-gatch（石膏蛇）。

## 生境与分布
伊拉姆省位于伊朗西部（北纬31°58'到34°15'，东经45°24'到48°10'），地理特征包括札格罗斯山脉，扎格罗斯丘陵，及胡齐斯坦平原，78%的土地为森林，草地，或干旱地带。此省具有地中海式气候及干旱半干旱气候，植物群丛包括黄芪属- 大戟属，雀麦属-山羊草属-针茅属，针茅属-雀麦属-异型花属。蛛尾拟角蝰栖息于石膏质的丘陵和高地，夏季喜藏身于湿润阴凉的深隙与孔洞，凉爽时埋伏于灌丛（蓼科及上述植物）中猎食。

## 保育狀況
其被列為《瀕危野生動植物種國際貿易公約》附錄二的物種，被限制出口及貿易。